# წ
Tsil (წილ), este cea de-a douăzeci și noua literă a alfabetului georgian.

## Transliterație
| Literă | Nume | Național | ISO 9984 | Laz     | IPA   |
| ------ | ---- | -------- | -------- | ------- | ----- |
| წ      | cil  | Ts' ts'  | C c      | Ts' ts' | /tsʼ/ |

## Forme
| asomtavruli | nuskhuri | mkhedruli |
| ----------- | -------- | --------- |
|             |          |           |

## Reprezentare în Unicode
- Asomtavruli Ⴜ : U+10BC
- Mkhedruli și Nuskhuri წ : U+10EC